# Даг Лайман
Дуглас Ерік «Даг» Лайман  (англ. Douglas Eric "Doug" Liman; нар. 24 липня 1965) — американський режисер і продюсер. Автор багатьох популярних фільмів 1990—2010-х років, серед яких: «Свінгери» (1996), «Ідентифікація Борна» (2002), «Містер і місіс Сміт» (2005), «Телепорт» (2008), «Гра без правил» (2010), «На межі майбутнього» (2014).

## Ранні роки
Даг Лайман народився 24 липня 1965 року в Нью-Йорку, в єврейській родині. Батько — відомий американський адвокат Артур Лоуренс Лайман, мати — художниця і письменниця Еллен Лайман-Фогельсон, старша сестра — професорка нейробіології каліфорнійського університету Емілі Р. Лайман, старший брат — колишній федеральний прокурор, адвокат Люїс Дж. Лайман.
Перші короткометражні фільми Лайман почав робити ще в молодших класах школи, потім — під час навчання в Міжнародному центрі фотографії (Нью-Йорк). Під час навчання в престижному Браунському університеті Даг Лайман став співзасновником студентського кабельного телеканалу BTV (Brown Television) та його першим керівником. За допомогою батька-адвоката 1998 року Лайман створив Національну асоціацію університетських телерадіомовників (англ. National Association of College Broadcasters), яка, крім іншого, опікується забезпеченням навчальних закладів радіо- та телеапаратурою.

## Кар'єра
Після закінчення Браунівського університету в Провіденсі, Род-Айленд, Даг Лайман поступив до аспірантури в Університет Південної Каліфорнії (де зараз викладає нейробіологію його сестра Емілі). Під час навчання, в 1993 році, він підготував свій перший кінопроєкт — комедійний трилер «Getting In/Student Body».
Даг Лайман став знаменитим уже після свого наступного художнього фільму, коли в 1996 році вийшли «Свінгери» з Вінсом Воном у головній ролі. Фільм став початком стрімкої кар'єри для багатьох акторів: крім Вона, у ньому знімалися Рон Лівінгстон, Патрік Ван Горн, Алекс Десерт, Гізер Грем та інші.
Майже в усіх свої фільмах Даг Лайман виконував також роботу продюсера, а вже в наступному після «Свінгерів» своєму фільмі «Екстазі» (1999) він спробував себе як кінооператор.
Окрім художніх фільмів, наприкінці 1990-х років Лайман зняв рекламний ролик для компанії Nike із відомим гольфістом Тайґером Вудсом.
Світову славу Дагу Лайману приніс його наступний фільм 2002 року «Ідентифікація Борна», знятий за шпигунським романом Роберта Ладлама. Комерційний успіх фільму сприяв продовженню франшизи: сиквели «Перевага Борна» та «Ультиматум Борна» вийшли у 2004 та 2007 роках.
У 2003 році телеканал Fox запросив Лаймана для створення двох перших серій популярного телешоу «Чужа сім'я» (англ. The O.C.). Наступними роботами Дага Лаймана стали серія короткометражних фільмів для компанії Chrysler та відеоролик для церемонії відкриття Каннського кінофестивалю.

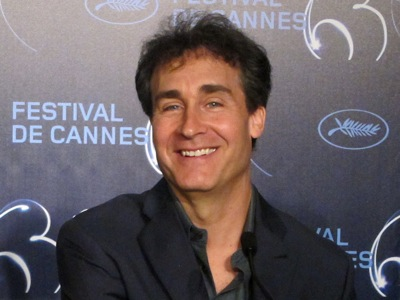
Даг Лайман на Каннському кінофестивалі, 2010 рік

2005 року вийшов наступний популярний блокбастер Лаймана про одружену пару найманих убивць, фільм «Містер і місіс Сміт», де головні ролі зіграли зіркові актори Бред Пітт і Анджеліна Джолі. У тому ж році Лайман створив пілотний епізод серіалу «Пограбування» (телеканал NBC), який вийшов на початку 2006-го, але не мав успіху в глядачів і був закритий за кілька тижнів.
Наступним успіхом Лаймана став фільм «Телепорт» 2008 року, знятий за фантастичним романом Стівена Гулда 1992 року. У 2010-х роках Даг Лайман зняв також популярні фільми «Гра без правил» (2010) із Наомі Воттс і Шоном Пенном та «На межі майбутнього» (2014) з Томом Крузом і Емілі Блант. Крім того, він співпрацює з телеканалами MTV та USA Network як продюсер серіалів «Таємні зв'язки» (англ. Covert Affairs) і «Позови» (або «Костюми») (англ. Suits). У листопаді 2015 року Лайман був залучений як режисер до зйомок стрічки «Гамбіт», проте практично через рік, у серпні 2016 року покинув проєкт через проблеми зі сценарієм. 2017 року у світ вийшов фільм «Баррі Сіл: Король контрабанди» із Томом Крузом у головній ролі.
Даг Лайман — засновник сайту 30ninjas.com (2009), який орієнтований на поціновувачів кінофільмів і телесеріалів, а також ігор, екстремальних видів спорту та вірусних відео. Лайман веде блоґ на сайті.

## Фільмографія
| Рік       |     | Українська назва                   | Оригінальна назва                                      | Роль                         |
| --------- | --- | ---------------------------------- | ------------------------------------------------------ | ---------------------------- |
| 1994      | ф   |                                    | Getting In                                             | режисер                      |
| 1996      | ф   | Свінгери                           | Swingers                                               | режисер                      |
| 1999      | ф   | Екстазі                            | Go                                                     | режисер                      |
| 2001      | ф   | Дивись, Джейн втекла               | See Jane Run                                           | продюсер                     |
| 2001      | ф   | Цілуючи Джессіку Стейн             | Kissing Jessica Stein                                  | асоційований продюсер        |
| 2002      | кф  |                                    | Indie Is Great                                         | продюсер, режисер            |
| 2002      | ф   | Ідентифікація Борна                | The Bourne Identity                                    | продюсер, режисер            |
| 2003      | кф  |                                    | One Man's Castle                                       | виконавчий продюсер          |
| 2003      | кф  |                                    | Gabriel y Gato                                         | виконавчий продюсер          |
| 2003      | кф  |                                    | Otto+Anna                                              | виконавчий продюсер          |
| 2003      | кф  | Сповільнений розвиток              | Arrested Development                                   | виконавчий продюсер          |
| 2003      | кф  |                                    | Two Harbors                                            | виконавчий продюсер          |
| 2004      | кф  |                                    | Terry Tate, Office Linebacker: Sensitivity Training    | виконавчий продюсер          |
| 2003—2004 | с   | Чужа сім'я                         | The O.C.                                               | виконавчий продюсер, режисер |
| 2004      | ф   | Перевага Борна                     | The Bourne Supremacy                                   | виконавчий продюсер          |
| 2004      | ф   |                                    | Mail Order Wife                                        | виконавчий продюсер          |
| 2005      | ф   | Вовк-одинак                        | Cry_Wolf                                               | виконавчий продюсер          |
| 2005      | ф   | Містер і місіс Сміт                | Mr. and Mrs. Smith                                     | режисер                      |
| 2006      | с   |                                    | The PTA                                                | виконавчий продюсер          |
| 2006      | с   | Пограбування                       | Heist                                                  | виконавчий продюсер, режисер |
| 2007      | с   | Містер та місіс Сміт               | Mr. and Mrs. Smith                                     | виконавчий продюсер, режисер |
| 2007      | ф   | (Проклятий дім)                    | The Killing Floor                                      | виконавчий продюсер          |
| 2007      | ф   | Ультиматум Борна                   | The Bourne Ultimatum                                   | виконавчий продюсер          |
| 2007      | тф  | (Бізнес-клас)                      | Business Class                                         | виконавчий продюсер          |
| 2008      | ф   | Телепорт                           | Jumper                                                 | режисер                      |
| 2008—2009 | с   | Лицар Доріг                        | Knight Rider                                           | виконавчий продюсер          |
| 2010      | ф   | Гра без правил                     | Fair Game                                              | продюсер, режисер            |
| 2010      | ф   |                                    | The Butcher, the Chef and the Swordman (Dao jiàn xiào) | виконавчий продюсер          |
| 2010      | кф  |                                    | CamelThorns                                            | виконавчий продюсер          |
| 2011—2012 | с   | (Поверніть мені штани)             | I Just Want My Pants Back                              | виконавчий продюсер, режисер |
| 2012      | док | (Нез'ясоване)                      | The Unexplained                                        | виконавчий продюсер          |
| 2013      | тф  | За розрахунком                     | The Arrangement                                        | виконавчий продюсер          |
| 2013      | ф   | (Після падіння)                    | After the Fall                                         | виконавчий продюсер          |
| 2014      | ф   | На межі майбутнього                | Edge of Tomorrow                                       | виконавчий продюсер, режисер |
| 2010—2014 | с   | Таємні зв'язки                     | Covert Affairs                                         | виконавчий продюсер          |
| 2011—2018 | с   | Форс-мажори                        | Suits                                                  | виконавчий продюсер          |
| 2015      | док |                                    | Left on Purpose                                        | виконавчий продюсер          |
| 2016      | док |                                    | Reckoning with Torture                                 | режисер                      |
| 2018      | с   | Бранець (документальний ТБ-серіал) | Captive                                                | виконавчий продюсер          |
| 2017      | ф   | Стіна                              | The Wall                                               | режисер                      |
| 2017      | ф   | Рік великої бурі                   | The Year of the Great Storm                            | виконавчий продюсер          |
| 2017      | ф   | Баррі Сіл: Король контрабанди      | Mena                                                   | режисер                      |
| 2018      | с   | Імпульс                            | Impulse                                                | виконавчий продюсер          |
| 2018      | с   | Ті, що летять вночі                | Nightflyers                                            | виконавчий продюсер          |
| 2021      | ф   | Ходячий Хаос                       | Chaos Walking                                          | режисер                      |
| 2024      | ф   | Придорожній заклад                 | Road House                                             | режисер                      |
| 2024      | ф   | Зачинщики                          | The Instigators                                        | режисер                      |
|           | ф   |                                    | Live Die Repeat and Repeat                             | режисер                      |

### Незавершені проєкти
| Рік  |   | Українська назва | Оригінальна назва | Роль                    |
| ---- | - | ---------------- | ----------------- | ----------------------- |
| 2020 | ф | Луна-парк        | Luna Park         | продюсер, режисер       |
| 2020 | ф | Гамбіт           | Gambit            | режисер, покинув проєкт |